# Operai del Regno di Cristo
Gli Operai del Regno di Cristo (in spagnolo Operarios del Reino de Cristo) sono una società clericale di vita apostolica di diritto pontificio: i sodali della compagnia pospongono al loro nome la sigla C.O.R.C.

## Storia
Le origini della Società risalgono al 12 settembre 1963, quando Enrique Amezcua Medina (1918-1992), con il sostegno dei vescovi di Tacámbaro e Jalapa, fondò presso la basilica di Nostra Signora di Guadalupe la Confraternita sacerdotale degli operai del Regno di Cristo, approvata come "pia unione" dal vescovo José Abraham Martínez Betancourt.
I primi due membri della compagnia (il fondatore e don Everardo Mendoza Valencia) iniziarono subito a formare sei giovani aspiranti al sacerdozio. Luis Morales Reyes, vescovo di Tacámbaro dal 1979 al 1985, trasformò la pia unione in società di vita comune senza voti e ne approvò le prime costituzioni; dopo la revisione del codice di diritto canonico, il 21 novembre 1991 la società venne trasformata dal vescovo Alberto Suárez Inda in società di vita apostolica di diritto diocesano.
La società ha ricevuto l'approvazione della Santa Sede l'11 giugno 2010.

## Attività e diffusione
Lo scopo principale degli Operai del Regno di Cristo è quello di suscitare e coltivare le vocazioni al sacerdozio e di formare i giovani nei seminari.
Sono presenti in Italia, Messico, Porto Rico, Santo Domingo, Spagna e Stati Uniti d'America: la sede generalizia è a Santiago de Querétaro.
Nel 2010 la società contava 42 case e 213 membri, 135 dei quali sacerdoti.